# Rathaus (Ichenhausen)

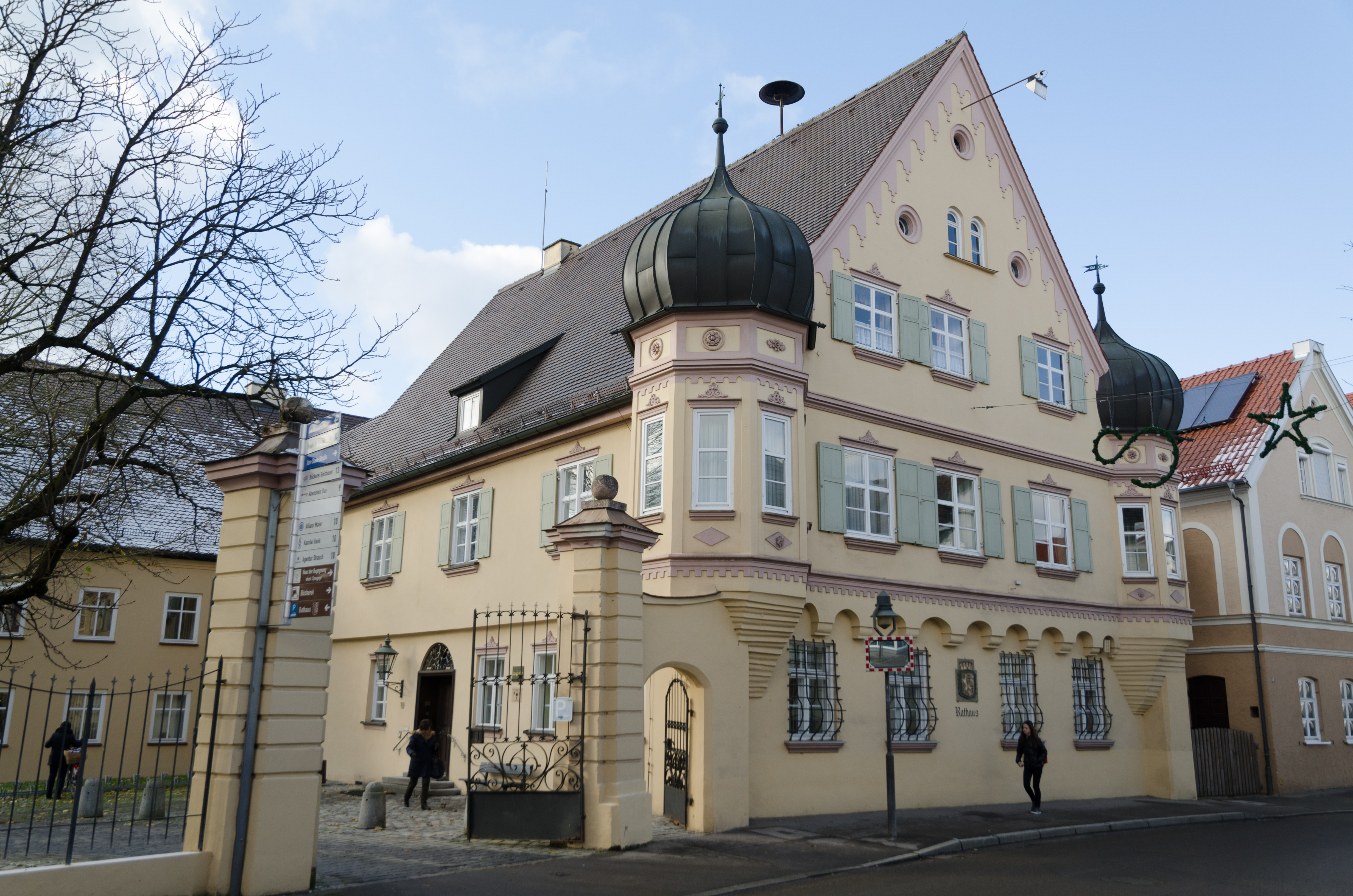
Rathaus in Ichenhausen

Das Rathaus in Ichenhausen, einer Stadt im Landkreis Günzburg im bayerischen Regierungsbezirk Schwaben, wurde 1566  errichtet. Das heutige Rathaus, das ehemalige Obere Schloss, an der Heinrich-Sinz-Straße 14 ist ein geschütztes Baudenkmal.

## Geschichte
1032 erfolgt die erste urkundliche Erwähnung eines Mangold von Ichenhausen. 1392 kommt es zur Einweihung einer mittelalterlichen Pfarrkirche. 1406 erfolgte die Verleihung der Marktrechte unter der Ortsherrschaft der Herren von Roth, die seit dem frühen 14. Jahrhundert als Lehensherr des Ortes bekannt sind. Um 1566 erfolgte die Erbauung des Oberen Schlosses. 1574 erwarben die Reichsfreiherren vom Stain von Rechtenstein zu Niederstotzingen den Ort. Nach 1652 teilten die Brüder Johann Joachim und Johann Andreas vom Stain Ichenhausen in zwei Herrschaften, den oberschlossigen und den unterschlossigen Ortsteil, jeweils mit eigenen Verwaltungen. 1784 wurden die beiden Ortsteile wiedervereinigt. Das Schloss ist seit dem 19. Jahrhundert im Besitz der Stadt Ichenhausen.

## Beschreibung
Das Bauwerk im Stil der Renaissance, das seit dem 19. Jahrhundert der Stadt Ichenhausen gehört, wurde vermutlich von Hans Friedrich von Roth errichtet. Der Giebelbau mit zwei polygonalen Erkern wird von einer Hofmauer sowie einem Tor mit Pilastern abgegrenzt. 1981/92 wurden umfangreiche Renovierungsarbeiten durchgeführt und ein Erweiterungsbau an den Westgiebel angefügt.